# Tomás López
Pour les articles homonymes, voir Lopez.
 (février 2009).
Si vous disposez d'ouvrages ou d'articles de référence ou si vous connaissez des sites web de qualité traitant du thème abordé ici, merci de compléter l'article en donnant les références utiles à sa vérifiabilité et en les liant à la section « Notes et références ».
Tomás Mauricio López de Vargas Machuca est un cartographe, graveur et éditeur espagnol né le 21 décembre 1731 et mort le 18 juillet 1802 à Madrid.

## Biographie
Il étudie la géographie et la cartographie chez Jean-Baptiste Bourguignon d'Anville, à Paris, de 1752 à 1760. Il devient ensuite le géographe officiel du royaume d'Espagne.
Il a produit une importante série de cartes des différentes régions du monde tout en privilégiant la cartographie de son pays natal : l'Espagne.
Vers la fin du XVIIIe siècle, le roi d'Espagne demande à Tomás López de réaliser une grande enquête auprès de toutes les municipalités du royaume afin de pallier l'absence de cartographie du royaume. Il adresse alors une lettre à tous les curés espagnols, leur demandant de dessiner une carte de leur paroisse, dans un rayon d'environ quinze kilomètres autour de leur clocher. La majorité de ces hommes d'Église, n'ayant reçu aucune éducation cartographique, se bornent à décrire leur territoire de façon littéraire. Cependant, cinq cents d’entre eux répondent à la demande et envoient une somme extraordinaire de griffonnages, de schémas ou de perspectives, sortes de cartes intuitives, comme autant de manières possibles de représenter le territoire. Tomás López passa sa vie à tenter de rassembler ces cartes disparates en un seul document et mourut épuisé en 1802.